# Bon Frjazin
Marco Bon conosciuto come Bon Frjazin o  Fryazin (...? seconda metà del XV secolo – ...; fl. XV-XVI secolo prima metà del XVI secolo) è stato un architetto italiano, attivo a Mosca all'inizio de XV secolo.

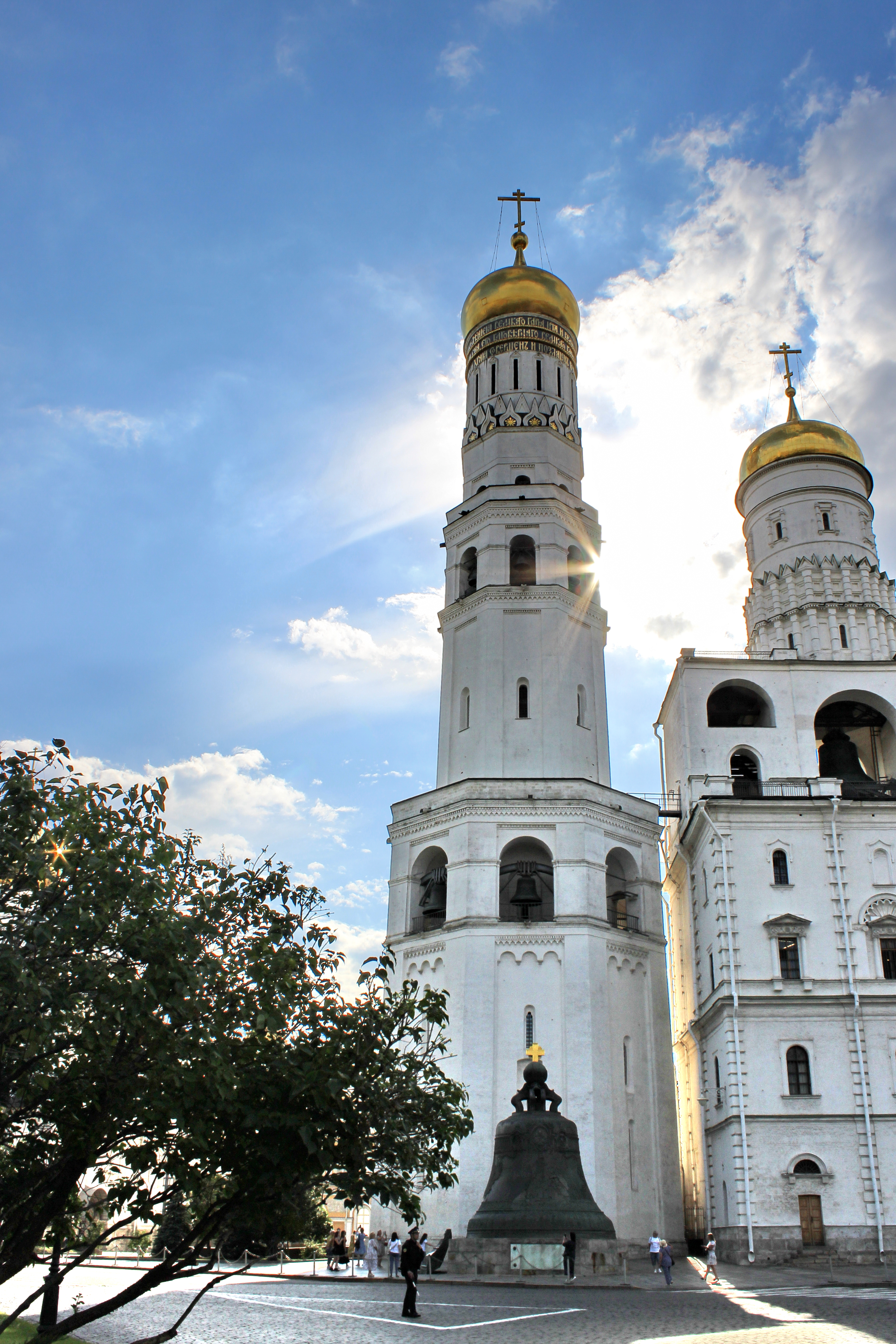
Il campanile di Ivan il Grande, al Cremlino (1505-1508)

L'appellativo Frjazin deriva dal russo antico фрязь (fryaz), фряжский (frjazhskij) che significa "straniero", "forestiero", ma che finì per definire chi proveniva dall'Europa meridionale e in particolare dall'Italia. Oltre a Marco Bon  infatti, molti altri italiani contemporanei ne sono stati fregiati: Ivan Frjazin (Giovan Battista Dalla Volpe), Antonio Frjazin (Antonio Gilardi), Marco Frjazin (Marco Ruffo), Aleviz Frjazin (Aloisio da Milano).
Le fonti storiche non forniscono informazione sulle sue origini o sui lavori da lui svolti prima del suo soggiorno nel Granducato di Mosca. Gli unici documenti che lo riguardano sono quelli relativi alla costruzione del Campanile Ivan il Grande nel Cremlino di Mosca.
Bon Frjazin costruì i due livelli inferiori a pianta ottagonale e parte del terzo durante gli anni dal 1505 al 1508. Il campanile fu completato solo un secolo dopo e fu, all'epoca,  la torre più alta della Russia. Alcuni storici ritengono che Bon Frjazin abbia partecipato alla costruzione della fortezza di Dorogobuž.